# Rimas Tuminas
Rimas Tuminas (ros. Римас Туминас; ur. 20 stycznia 1952 w Kielmach, zm. 6 marca 2024 w Gallipoli) – litewski reżyser teatralny.

## Życiorys
W latach 1970–1974 studiował na Litewskiej Akademii Muzyki i Teatru. Studia reżyserskie odbył w Państwowym Instytucie Sztuki Teatralnej (GITIS) w Moskwie. W latach 2007–2022 roku pracował jako kierownik artystyczny Teatru im. Jewgienija Wachtangowa. Po rozpoczęciu rosyjskiej inwazji na Ukrainę zrezygnował z tego stanowiska i opuścił Rosję.

## Nagrody i odznaczenia
- Order Wielkiego Księcia Giedymina (1998)
- Państwowa Nagroda Federacji Rosyjskiej (1999)[5]
- Krzyż Kawalerski Orderu Zasługi Rzeczypospolitej Polskiej (2006)[6][7]
- Nagroda «Złota Maska»